# Rudolf Hruska
Rudolf Hruska (2. července 1915, Vídeň – 4. prosince 1995, Turín) byl rakouský konstruktér a designér automobilů. Proslavil se zejména designem dvou modelů značky Alfa Romeo.

## Život
Jeho rodina pocházela z Česka, jak napovídá jeho příjmení. Ve věku pěti let ztratil matku. Otec se rozhodl založit novou rodinu a malého Rudolfa vychovávali jeho příbuzní.
Po ukončení studia na Technické univerzitě ve Vídni v roce 1935 pracoval tři roky ve firmě Magirus v Ulmu. Poté nastoupil u Ferdinanda Porsche ve Stuttgartu, zde se podílel na vývoji vozu KdF (1939) a tanku Tiger I (1943).
Po válce založil v italském Meranu s Carlem Abarthem obchodní zastoupení firmy Porsche s názvem Compagnia Industriale Sportiva Italia, hlavním podílníkem byl Piero Dusio. V roce 1946 firma změnila název na Cisitalia a Hruska tak pro P. Dusia až do roku 1949 navrhoval její závodní vozy. V roce 1951 přešel do firmy Finmeccanica, kde se jako konzultant podílel na vývoji prvního sériového vozu značky Alfa Romeo – vozu Alfa Romeo 1900. Od roku 1954 pracoval už přímo ve firmě Alfa Romeo, kde jako technický ředitel spolupracoval s návrhářem Puligem při práci na Giuliettě. Na tomto voze spolupracovali i designéři jako Bertone nebo Pininfarina. Po změně vedení firmy v roce 1959 byl Hruska generálním managerem a po generálním řediteli Balduccio Bardoccim druhým mužem ve vedení. V této funkci však nebyl spokojen a v roce 1960 odešel k firmě Simca, zde se účastnil příprav nové řady vozů Simca 1000. Poté až do roku 1967 pracoval pro Fiat, kde se podílel na konstrukci a přípravě výroby modelů Fiat 124/Fiat 128.
Hruska se na opakované žádosti ředitele Giuseppe Luraghiho vrátil do Alfy Romeo. Zde navrhl velmi úspěšný model Alfasud a také uvedl do provozu novou továrnu v Pomigliano d'Arco jižně od Neapole. Úspěch Alfy Alfasud mu také vynesl přezdívku Signore Alfasud.
Od roku 1974 pracoval v původním designovém studiu Alfy v Arese a po roce 1980 už jako penzista také pro I.DE.A Institute v Turíně.